# 竜崎鉄道
竜崎鉄道株式会社（りゅうがさきてつどう）は、茨城県にかつてあった鉄道・路線バス事業等を行っていた日本の会社である。後の関東鉄道竜ヶ崎線にあたる路線を建設・運営し、戦時統合により関東鉄道の前身、鹿島参宮鉄道に統合された。
「龍崎鉄道」とも表記される。

## 概要
龍崎鉄道は、当初馬車鉄道として茨城県の藤代から龍ヶ崎を結ぶために計画されたが、他の鉄道会社を視察した結果、馬を飼育するよりも機関車のほうがコスト的に有利であることから小型蒸気機関車による鉄道に変更、区間を小貝川を渡らずにすむ佐貫から龍ヶ崎までに短縮して建設された。発起人のほとんどが龍ヶ崎の者であった。また、龍ヶ崎から先にも路線を延長する計画を持っていたが、恐慌などにより仮免許を返上している。大正の末ごろからは自動車事業との競合により乗客数が減少し、軌間を広げガソリン客車を導入し輸送量を増強している。1944年（昭和19年）に戦時統合政策により鹿島参宮鉄道に統合した。

## 歴史
- 1897年（明治30年）6月22日 高須村の衆議院議員倉島松男より申請のあった、藤代より龍ヶ崎に至る馬車鉄道の敷設が認可。
- 1898年（明治31年）3月25日 龍崎馬車鉄道会社の創立総会。内務省の認可は5月20日。
- 1898年（明治31年）9月22日 臨時株主総会で馬車鉄道から小機関車鉄道に変更する決議。起点の藤代を佐貫に変更。
- 1899年（明治32年）4月5日 佐貫より龍ヶ崎町までの鉄道敷設の認可。社名を龍崎鉄道株式会社に変更。
- 1900年（明治33年）8月14日 佐貫 - 龍ヶ崎間営業開始[3]。鹿嶋組による建設。日本鉄道土浦線（現・常磐線）の佐貫駅も同時に開設された。
- 1902年（明治35年）10月29日 龍ヶ崎から柴崎村伊佐津の路線延長の仮免許を受ける[4]。小野川の舟運を利用し米雑穀、繭の運送を目論む。日露戦争の開戦と不景気により仮免許返上[5]。
- 1910年（明治43年） この年の貨物輸送量の内訳、肥料21.5%、米20.8%、麦粉5.0%、繭・屑繭4.9%、石炭・コークス4.9%など。米は豊作、凶作で大きく変動していた。
- 1911年（明治44年）2月16日 軽便鉄道法の指定を受ける[6]。
- 1913年（大正2年） この頃1日9往復。
- 1915年（大正4年）7月 軌間を2フィート6インチ(762mm)から3フィート6インチ(1,067mm)に改軌[7]。車両やレールを赤穂鉄道へ売却。佐貫 - 龍ヶ崎間9銭。
- 1927年（昭和2年）4月1日 それまでの車内のランプ照明を蓄電池式の電灯に変更。
- 1927年（昭和2年）9月 ガソリン客車を購入する。あわせて入地駅に待避側線を設置した。大正13年に佐貫 - 龍ヶ崎間に自動車事業が参入してきたことへの対応策。
- 1927年（昭和2年）10月18日 自動車事業の認可を得て営業開始。龍ヶ崎 - 大徳戸張間。鉄道の運行に合わせ1日20往復。
- 1937年（昭和12年）9月29日 大型自動車旅客運送変更申請により龍ヶ崎から伊豆、長野、日光など6コースの長距離バス（観光バス）運行認可。
- 1941年（昭和16年） 自動車が石油代用燃料の木炭自動車となる。南中島駅、門倉駅を休止。
- 1944年（昭和19年）5月13日 陸運統制令に基づく戦時統合政策により鹿島参宮鉄道に売却[8]。
- 1944年（昭和19年）6月27日 会社解散。

## 路線
- 竜ケ崎線（現関東鉄道竜ケ崎線）

## 車両

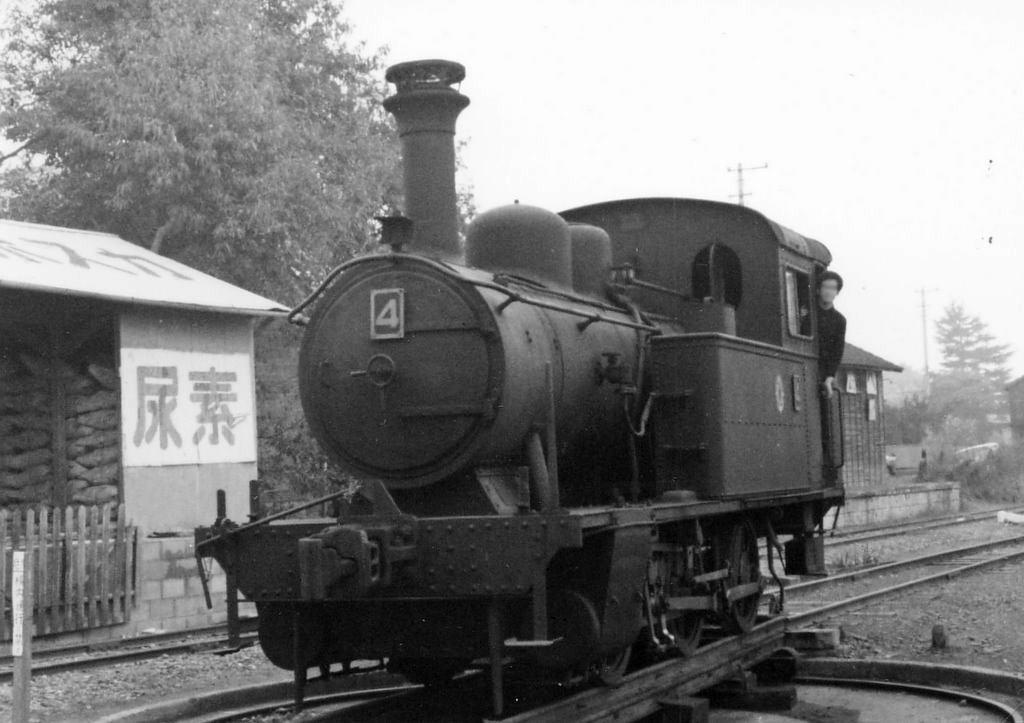
4号蒸気機関車（1960年代 竜ヶ崎駅）

### 車両（762mm）
- 1（形式米） : アメリカ・ボールドウィン製機関車
- 2（初代） : 国産（桜田鉄工所製?）機関車
- 2（2代）（形式独） : ドイツ・クラウス製機関車
- 客車4両 : い1（特等車）、は1, 2（三等車）、はに1（緩急車） - 1900年天野工場製の木造2軸車
- 貨車11両 : 子1（2軸有蓋車）、丑1（2軸有蓋緩急車）、卯1-9（2軸無蓋車。卯10が存在した可能性あり） - いずれも1900年桜田元次郎工場製

- 赤穂鉄道に売却した車両はボールドウィン製機関車、クラウス製機関車、客車（16人乗り3両、30人乗り2両、特別14人乗り1両）、貨車（有蓋車2両、無蓋車9両）[9]
- 2号（初代）は鉄道博物館所蔵の岩崎・渡邊コレクションにその姿が残されており日本製の機関車の中でももっとも変わった機関車といわれている。外観は台車枠がなくボイラー支持梁に軸箱部を取付けただけ、棒状のロッド、煙室扉の形状など通常の機関車ではみられない特徴をもち、一部の部品は船舶用の機器を流用したようにみえる。この機関車の究明を試みたのは機関車研究家の臼井茂信（1919-1994）である。臼井は東京の桜田鉄工所がこの珍妙な機関車を製造したと推定している。実は桜田鉄工所（平成まで残っていたサクラダ）には機関車の製造の実績を示す史料は残されていない。しかし桜田壬午郎が持ち株数3位の株主で、桜田が太田鉄道がキャンセルした1号機関車をはじめとする鉄道用品の斡旋を竜崎鉄道にして開業の援助をしていることから機械製造の工場をもつ桜田鉄工所を製造所と推定している。機関車の製造は1902年春頃でクラウス製2号機の増備により休車となり改軌後赤穂鉄道に売却された車両には含まれておらず行方不明としていたが、臼井は川崎製鉄葺合工場12号機がその成れの果てとしている[10]。一方この説に対して異を唱えていたのが機関車研究家の金田茂裕（1923-1996）である。この機関車の手本とみられるイギリス製の機関車の存在が有り、さらに日本に輸出された可能性があることから竜崎以後の記述については問題があるとしている[11]

### 車両

#### 機関車
- 1　改軌時に用意されたタンク機関車。芦沢鉄工所[12]1914年9月製造となっているが臼井の調べによると新製ではなくクラウス再生品であるという[13]。

#### 客車
改軌してから東武鉄道よりハ4を購入するまでの間の車両はわからない。大正9年上期の営業報告書（財産目録）によれば客車4両が在籍している　
東武鉄道より1920年から木製2軸客車を4両購入している。
- ハ4　1903年東京車輌製　1920年購入　1935年廃車　履歴は東武鉄道は26→ハ26
- ハ5　1899年天野工場製　1921年購入　1959年廃車　履歴は高野登山鉄道いろ4→東上鉄道いろ2→ろは2→ロハ2→ハ10→東武鉄道ハ33
- ハ6　1900年天野工場製　1922年購入　1934年廃車　履歴は高野登山鉄道は18→東上鉄道は5→ハ5→東武鉄道ハ31
- ハフ7　1900年井上工場製　1922年購入　1934年廃車　履歴は高野登山鉄道は29→東上鉄道ハ7→ハニ4→東武鉄道ハフ4

1926年に国鉄より木製2軸客車を2両払下げを受けている。
- ハニ8　1892年鉄道作業局神戸工場製　前歴は不明。廃車体に547の表記があった[15]
- ハ9　1897年南海製　1931年廃車　履歴は南海は33→足尾鉄道は15→国鉄ハ2647

1933年に富南鉄道より木製2軸客車を2両購入している。
- ハ2・3　1914年天野工場製　1933年購入　元富南鉄道ハ1・2。1957年に手用制動機を取付けハフ2・3となる。竣工図では1924年日本車輌製となっていた。

### 車両数の推移
| 年度      | 蒸気機関車 | ガソリンカー | 客車 | 貨車 | 貨車 |
| 年度      | 蒸気機関車 | ガソリンカー | 客車 | 有蓋 | 無蓋 |
| --------- | ---------- | ------------ | ---- | ---- | ---- |
| 1908-1914 | 2          |              | 4    | 2    | 10   |
| 1915-1919 | 2          |              | 3    | 1    | 1    |
| 1920      | 2          |              | 4    | 1    | 1    |
| 1921      | 2          |              | 5    | 2    | 2    |
| 1922-1924 | 2          |              | 7    | 2    | 2    |
| 1925      | 3          |              | 4    | 3    | 1    |
| 1926      | 3          |              | 6    | 5    | 1    |
| 1927      | 3          | 1            | 6    | 5    | 1    |
| 1928      | 3          | 1            | 6    | 5    | 0    |
| 1929-1930 | 3          | 2            | 6    | 5    | 0    |
| 1931-1932 | 3          | 2            | 4    | 5    | 0    |
| 1933      | 3          | 2            | 6    | 6    | 0    |
| 1934      | 3          | 2            | 4    | 6    | 0    |
| 1935      | 3          | 2            | 3    | 6    | 0    |
| 1936      | 3          | 2            | 3    | 0    | 0    |
| 1937      | 3          | 3            | 3    | 6    | 0    |

- 鉄道院年報、鉄道院鉄道統計資料、鉄道省鉄道統計資料、鉄道統計資料、鉄道統計各年度版
- 1944年（昭和19年） : 機関車3両、客車3両、貨車7両、気動車2両